# Vlag van Lummen
De vlag van Lummen werd door de gemeenteraad op 19 december 1986 officieel vastgesteld als de gemeentelijke vlag van de Belgisch Limburgse gemeente Lummen. Op 10 maart 1987 werd hij door het Bestuur van Vlaanderen bevestigd en uiteindelijk gepubliceerd op 3 december 1987 in het officiële Belgisch Staatsblad.
Officieel wordt de vlag beschreven als:
Drie banen van wit, van rood en van wit, lengteverhouding 1 : 2 : 1 met op het rood een geel schild beladen met een geschaakte dwarsbalk van drie rijen van wit en van rood en een rode uitkomende leeuw, blauw geklauwd en getongd.
Op de middelste rode baan, dubbel zo breed als de twee buitenste, prijkt het wapen van het Land van Lummen, namelijk het tweede kwartier van het gemeentewapen.

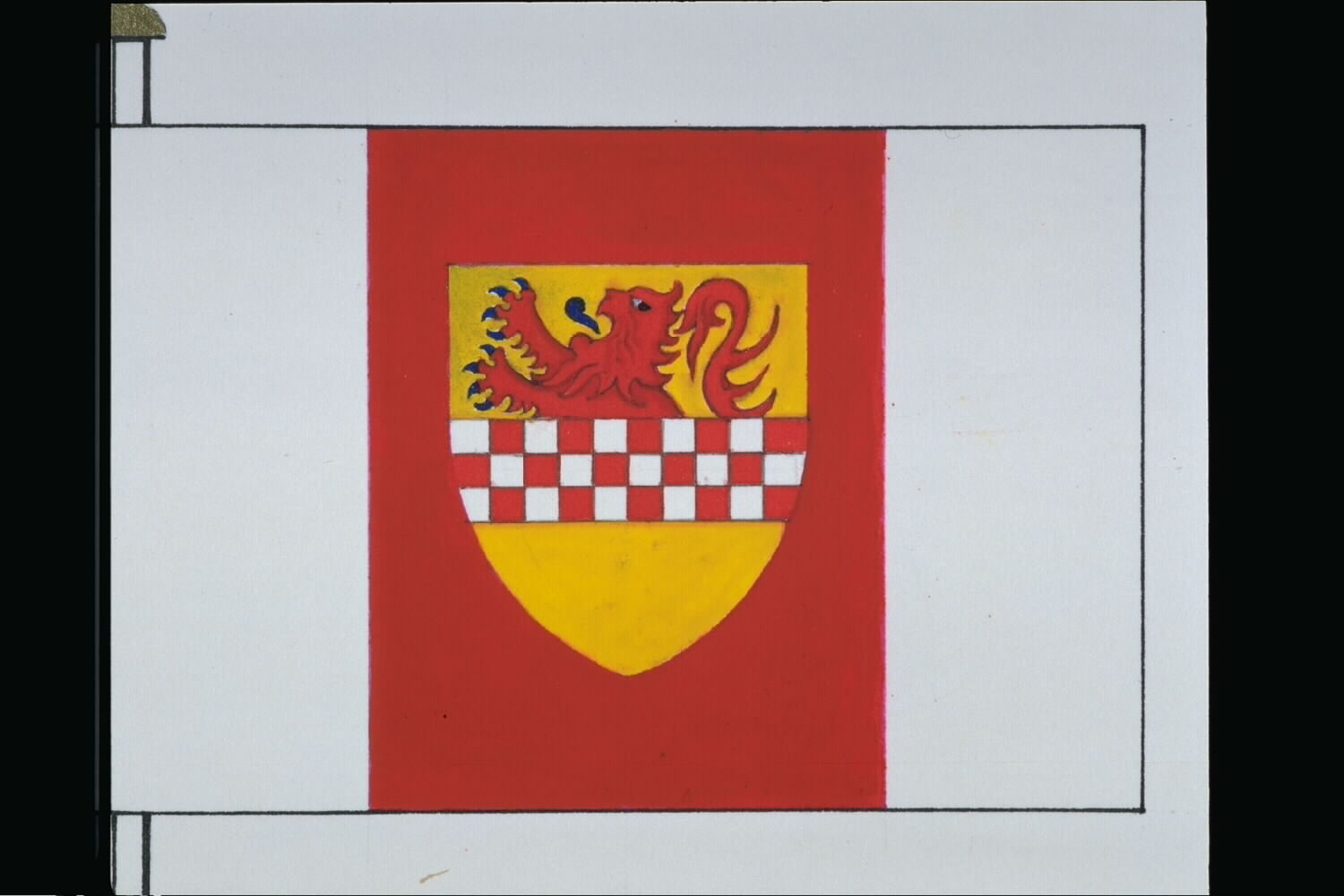
Officiële tekening van de vlag
Wapen van de familie van der Mark-Lumey.